# Copestylum haagii
Copestylum haagii är en tvåvingeart som först beskrevs av Jaennicke 1867.  Copestylum haagii ingår i släktet Copestylum och familjen blomflugor. Inga underarter finns listade i Catalogue of Life.